# Venezolanischer Merengue

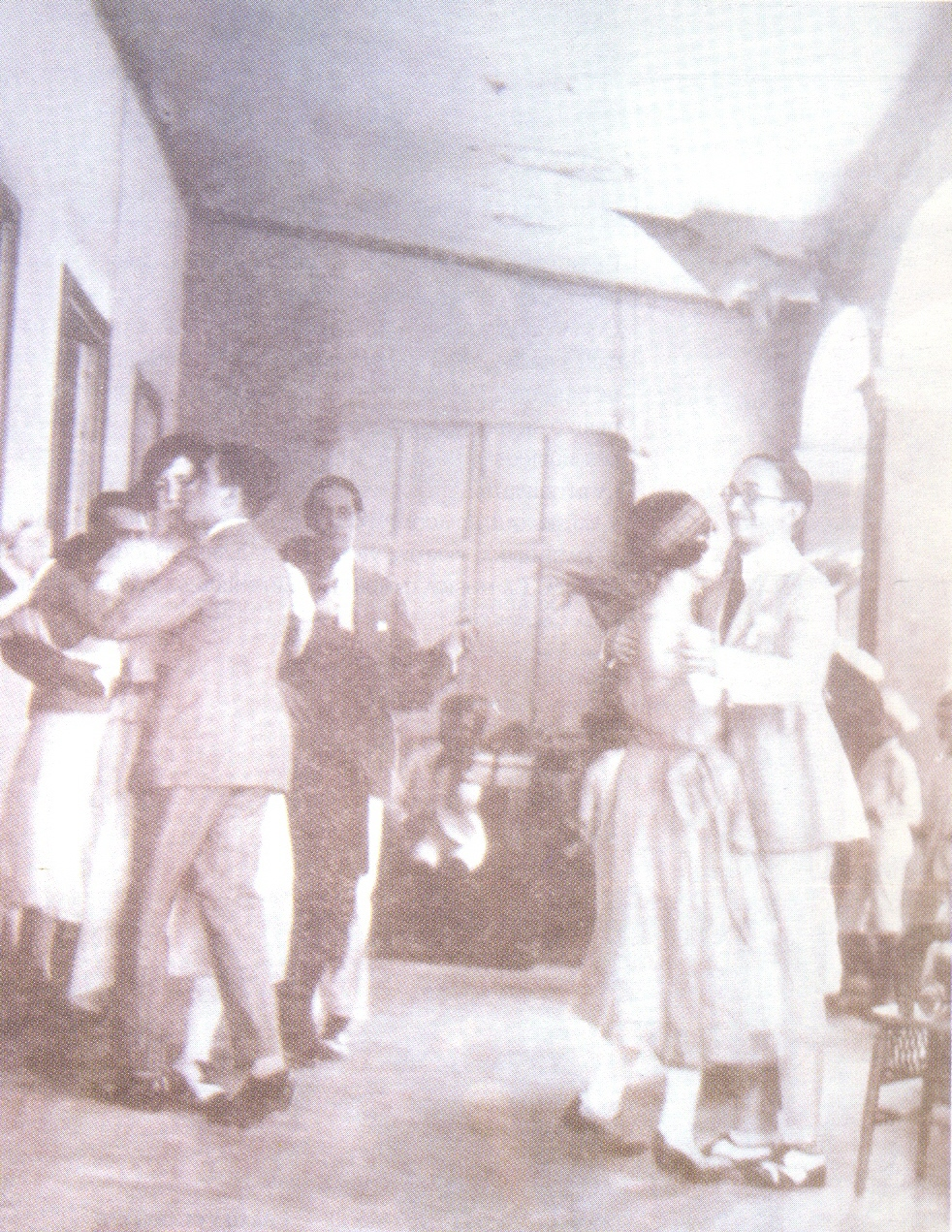
Venezolanischer Merengue-Tanz in den 1920er Jahren

Der venezolanische Merengue (auch bekannt als Merengue Rucaneao) ist eine in der Karibik weit verbreitete Musikform. Die ersten schriftlichen Erwähnungen des Merengue in Venezuela stammen aus der zweiten Hälfte des 19. Jahrhunderts. In den 1920er Jahren wurde der Merengue in Caracas zu einem beliebten Tanz. Obwohl der Merengue denselben Namen trägt wie der dominikanische Merengue, haben die Rhythmen nur sehr wenig gemeinsam, außer dass sie in der Regel für einen Tanzpartner geschrieben wurden.

## Geschichte
Die Ursprünge des Wortes sind etwas verblüffend. Für manche kommt das Wort Meringue vom französischen Wort „meringue“, einer Süßigkeit aus geschlagenem Eiweiß und Zucker. In Venezuela wird diese Mischung jedoch suspiro genannt. Es besteht eine engere Verbindung zu einem beliebten haitianischen Tanz dieses Namens. Eine andere Theorie besagt, dass der Name von afrikanischen Wörtern wie „muserengue“ oder „mouringue tamtam“ stammt.
In Caracas wird der Begriff als merengue rucaneao bezeichnet, eine Form des Tanzes, bei der Paare gefeiert werden und die oft mit übertriebenen Hüftbewegungen einhergeht, ein Schritt, der zu seiner späteren Kontroverse beitrug, da er von den Konservativen jener Zeit als vulgäre Erscheinung angesehen wurde. Vielleicht wegen seines karamellisierten Namens, der Unverschämtheit seines Textes oder der Art, wie er getanzt wurde, die bestimmte akzentuierte Hüftbewegungen und eine sehr enge Annäherung des Paares erforderte. Der Name „rúcano“ stammt von einer gallertartigen Süßigkeit aus Rindermark und Zuckersirup, die in eine konische Form (papelón) geronnen ist.
Die Tänze wurden mit Geld bezahlt, mit sehr beliebten Preisen wie „una locha“ (12,5 Cent) oder „un medio“ (25 Cent) in den damals als Mabiles (Bordelle, in denen getanzt und getrunken wurde) bekannten Tanzsälen. Dieser Rhythmus mit ungleichmäßigem Beat traf den Geschmack der Caraqueños, die in Gemeinden wie San Juan, La Pastora oder San José lebten, und machte sich auch außerhalb der bereits bekannten Mabiles breit.
Die Live-Begleitung bestand aus vier Soloinstrumenten: Trompete, Posaune, Saxophon und Klarinette sowie Rhythmusinstrumenten wie Cuatro, Bass und Perkussion (die je nach Größe des Ensembles aus einer einfachen Güira, zusätzlichen Maracas und sogar einer Snare Drum bestehen konnte).
Ihren größten Aufschwung erlebte diese Musikform zwischen 1920 und 1940, dank der „cañoneros“, wie diese Musiker genannt wurden, die den Merengue aus den Nachtclubs herausholten und ihn während des Karnevals und anderer Volksfeste auf die Plätze und in die Tempel brachten. Sie zogen durch die Straßen, begleitet von einem Gerät, das sie „Trabuco“ oder Kanone nannten. Es handelte sich dabei um ein kleines, mit Kalziumkarbid und Wasser gefülltes Bambusrohr, das sie zur Explosion brachten (daher der Name), um die Lieder anzukündigen, die sie als Nächstes spielen würden.
Erst in den 1950er Jahren öffneten die großen Salons ihre Türen für diesen Tanz aus Caracas, der mit dem Orchester von Luis Alfonzo Larrain auftrat. El Norte es una quimera von Luis Fragachán, La pelota del Carey von Lorenzo Herrera, Carmen la que contaba dieciséis años und Préstame tu máquina von Balbino García belebten Hochzeitsfeiern, quinceañeras, Abschlussfeiern und andere Feste in der damaligen Hauptstadt, wonach dieser Musikstil in Vergessenheit geriet. Doch dank des Beitrags von Komponisten und Musikern wie Carlos Bonnet, Luís Laguna, Pablo Camacaro, Cruz Felipe Iriarte, Otilio Galíndez, César del Ávila, Cristóbal Soto, Adelys Freites, Cecilia Todd, Lilia Vera, Simón Díaz, Quinteto Contrapunto, Ensamble Gurrufío, El Cuarteto, Gualberto Ibarreto, Los Cañoneros und Los Antaños del Stadium hat der venezolanische Merengue seinen verdienten Platz in der venezolanischen Musikszene im 5/8-Takt zurückerobert, der in den letzten Jahrzehnten von Musikern und Komponisten bevorzugt wurde.

## Rhythmische Struktur
Es gibt keine einheitliche Methode, um die Intonation des venezolanischen Merengue korrekt zu bewerten. Es gibt zwei Hauptlager oder Denkschulen, die beide nicht angemessen vertreten werden:
Die am häufigsten verwendete Option ist die Angabe eines 2/4-Rhythmus. Die erste Hälfte des Taktes wird als Achteltriole geschrieben. Die zweite Hälfte des Taktes wird als zwei Achtelnoten geschrieben. Der einzigartige Schwung in der zweiten Hälfte ist es, der dem venezolanischen Merengue seine Intonation verleiht.
Ein anderer Ansatz besteht darin, den venezolanischen Merengue als 5/8 zu notieren. Dies ist die Art und Weise, wie traditionelle Musiker es vorziehen, dass die Notation nicht so kompliziert ist, aber die Vertrautheit mit dem einzigartigen venezolanischen Merengue-Swing wird vorausgesetzt.
Fredy Reyna schlug in seinem Venezolanische Cuatro-Methode, Alfa Beta Cuatro, einen dritten Weg als Methode vor, der aus einem 1/5-Takt besteht. Bislang hat sich diese Methode polyrhythmisch noch nicht durchgesetzt.
Unabhängig von der Notation ist die Gegenüberstellung von 3 und 2 ein weit verbreitetes Thema, das die venezolanische Musik durchdringt und in den meisten ihrer Formen zu finden ist, vom Joropo bis zu den unzähligen afro-venezolanischen Perkussionsmustern.

## Venezolanische Merengue heute
Der venezolanische Merengue ist nicht mehr so populär wie in den 1920er Jahren, aber er ist immer noch ein beliebter Tanz, vor allem in Caracas. Mehrere „Nostalgie“-Gruppen versuchen, dieses Musikgenre zu bewahren. Einige von ihnen sind Los Antaños del Stadium, Cañón Contigo, Los Cañoneros und Cuarteto Caraquita. Zu den modernen Ensembles, die venezolanische Merengues in ihr Repertoire aufnehmen, gehören Grupo Raíces, El Cuarteto, Beto Valderrama, Henry Rubio, Luis Laguna und Ensamble Gurrufio.

## Formale musikalische Beiträge
Der Merengue wurde von der überwiegenden Mehrheit der nationalistischen klassischen Komponisten Venezuelas enthusiastisch aufgenommen. Die Pianistin und Komponistin Teresa Carreño schrieb mehrere Merengues und integrierte die Form als Zwischenspiel in einige ihrer Stücke (z. B. in ihrem Stück Un Bal en rêve). Auch der Pianist und Komponist Moisés Moleiro schrieb und spielte Merengues in seinem klassischen Repertoire, ebenso wie Evencio Castellanos. Der Saxophonist und Komponist Daniel Milano Mayora schrieb eine Reihe von Merengues, sowohl für populäre Aufführungen als auch für virtuose Klaviersoli. Der Gitarrist und Komponist Antonio Lauro schrieb 1945 das vermutlich erste Stück in klassischer Sologitarrenform mit dem einfachen Titel Merengue. Rodrigo Riera komponierte in den 1950er Jahren seinen ersten Merengue für Gitarre solo mit dem Titel Merengue Venezolano. Später schrieb er viele weitere Merengues. Der Sänger Jesús Sevillano nahm auf dem Höhepunkt seiner Gesangskarriere mehrere Merengues in sein Repertoire auf.
Zeitgenössische venezolanische Musiker haben das Genre kultiviert und bewahrt. Beispiele für Merengues, die in der zweiten Hälfte des 20. Jahrhunderts geschrieben oder arrangiert wurden, sind Jibaro Rodríguez (Maracay, 1971) Bearbeitung von La Zapoara für Sologitarre und León Zapata (Caracas, 1955) Komponist von El Guaro.

## Bekannte venezolanische Merengue
- Chupa tu Mamey
- Criollísima
- Chucho y Ceferina
- Un heladero con clase
- El Chivo
- San Juan to'lo tiene
- La Zapoara
- Barlovento
- Prestame tu máquina
- El Norte es una quimera
- Carmen la que contaba 16 años
- Negra la quiero
- La pelota de Carey
- El Cumaco De San Juan
- Compae Pancho